# Záblatí (okres Jindřichův Hradec)
Záblatí (dříve Velké Záblatí, německy Sablat) je obec v okrese Jindřichův Hradec v Jihočeském kraji. Žije zde 102 obyvatel. Ve vzdálenosti devět kilometrů leží severně město Veselí nad Lužnicí a dvacet kilometrů jihozápadně České Budějovice.

## Název
Název vesnice je odvozen z polohy za blátem ve smyslu za močálem nebo mokřinou. V historických pramenech se vyskytuje ve tvarech: in Zablatye (1358), in Zablatie (1389, 1452), Záblatí (1541), Zablati (1600), Zablat (1789, 1841) a Záblatí (1848).

## Historie
První písemná zmínka o vesnici pochází z roku 1358.

## Přírodní poměry
Na západním okraji vesnice se nachází Záblatský rybník, na jehož severozápadním a západním břehu leží přírodní rezervace Záblatské louky.
Okolo obce protékají Zlatá stoka a Ponědražský potok, které napájejí Záblatský rybník.

## Obyvatelstvo
| Rok            | 1869 | 1880 | 1890 | 1900 | 1910 | 1921 | 1930 | 1950 | 1961 | 1970 | 1980 | 1991 | 2001 | 2011 | 2021 |
| -------------- | ---- | ---- | ---- | ---- | ---- | ---- | ---- | ---- | ---- | ---- | ---- | ---- | ---- | ---- | ---- |
| Počet obyvatel | 334  | 311  | 330  | 314  | 312  | 266  | 238  | 172  | 158  | 115  | 105  | 85   | 83   | 72   | 80   |
| Počet domů     | 37   | 47   | 46   | 45   | 45   | 45   | 45   | 51   | 40   | 39   | 39   | 51   | 53   | 56   | 58   |

## Obecní správa
Mezi lety 1850–1960 bylo Záblatí obcí v okrese Třeboň (1850–1950) a později v okrese Jindřichův Hradec. V letech 1960–1979 patřila jako část obce k Ponědraži. Od 1. ledna 1980 do 30. června 1990 patřilo jako část města ke Lomnici nad Lužnicí a od 1. července 1990 je opět samostatnou obcí.

## Pamětihodnosti
- Kaplička[8]
- Venkovské usedlosti čp. 6, 7, 15 a 60[9][10][11]
- Objekt bývalého špýcharu u čp. 17[12]
- Bývalý Valentův mlýn[13][14]

## Galerie

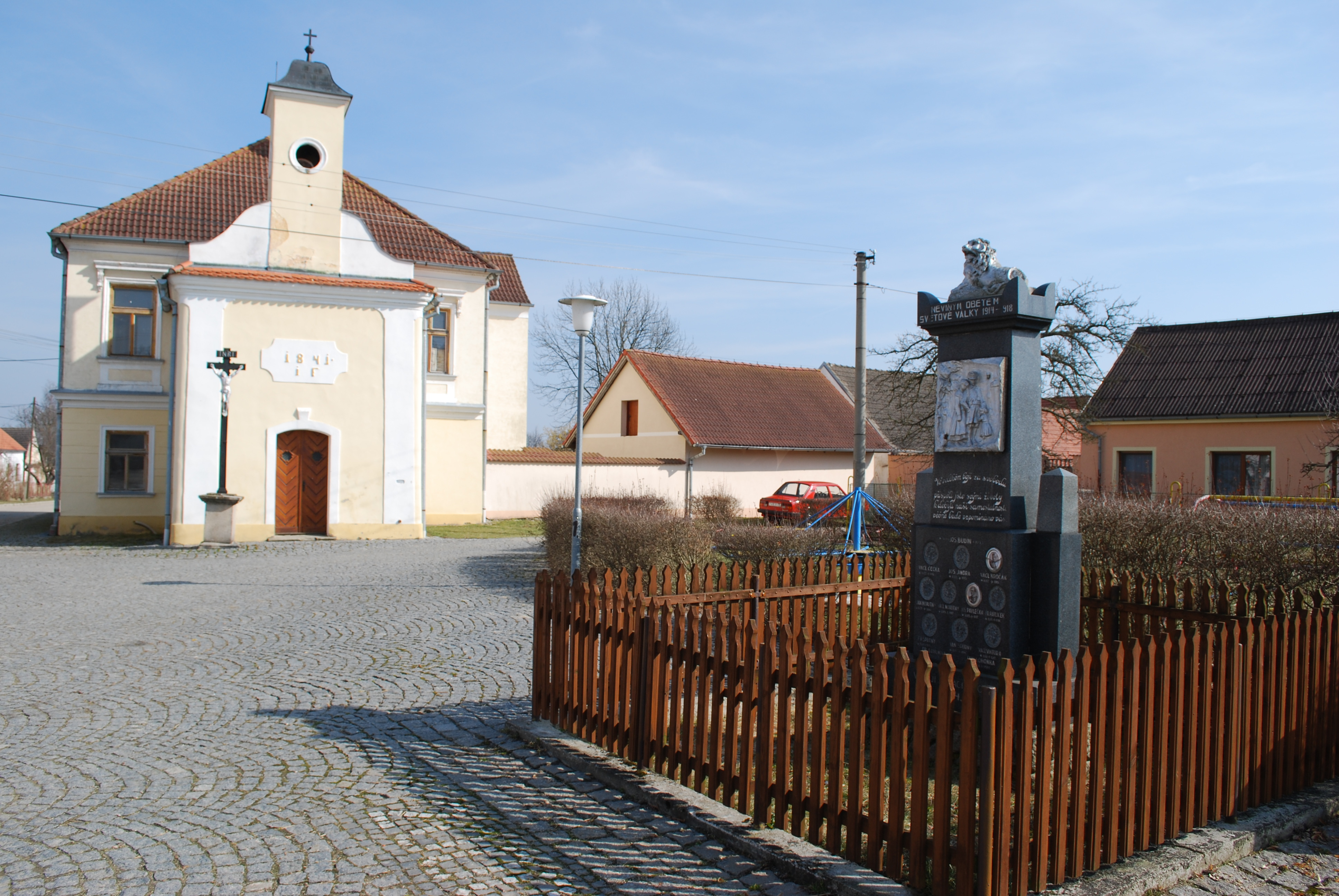
Kaple na návsi a památník obětem
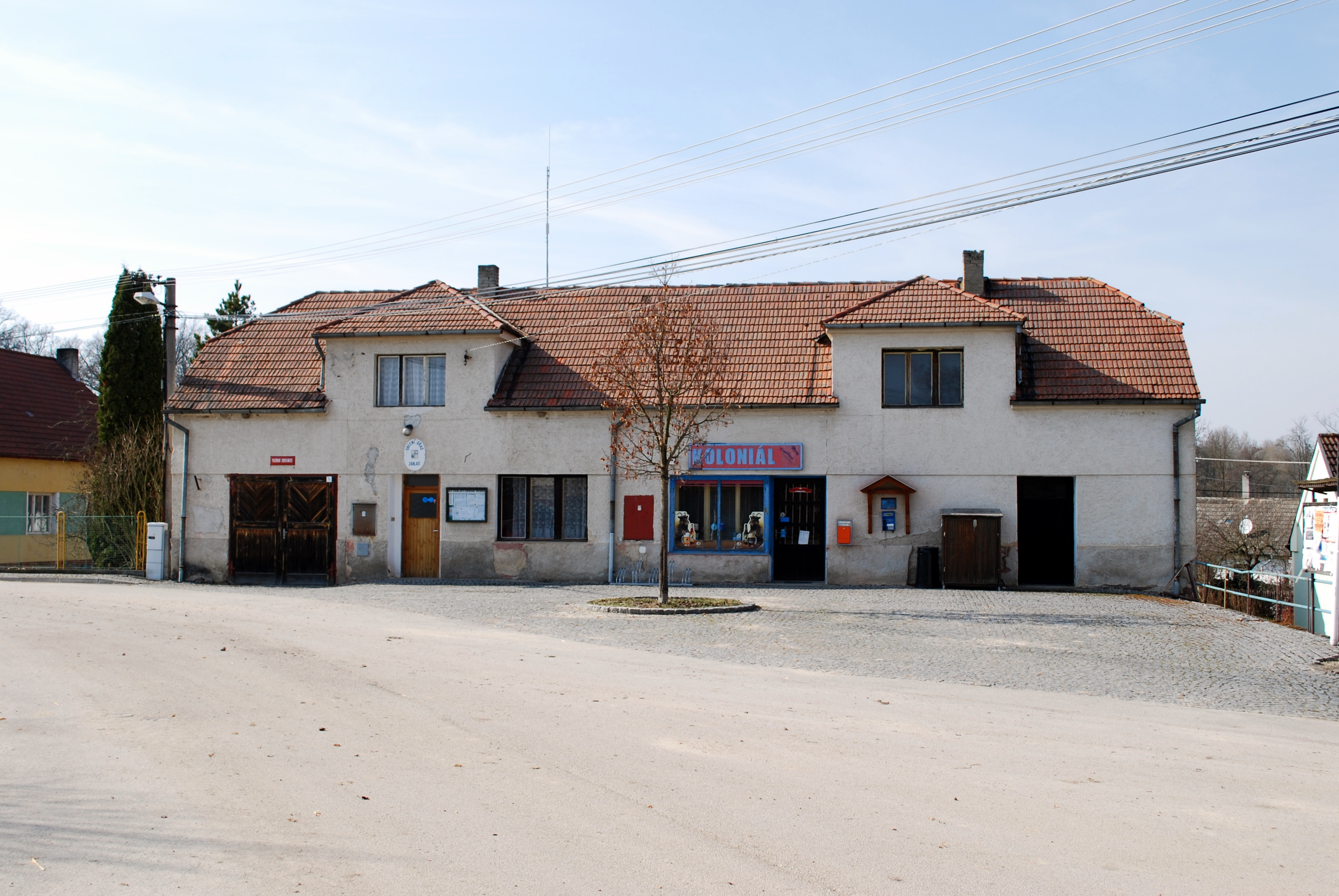
Obecní úřad a koloniál
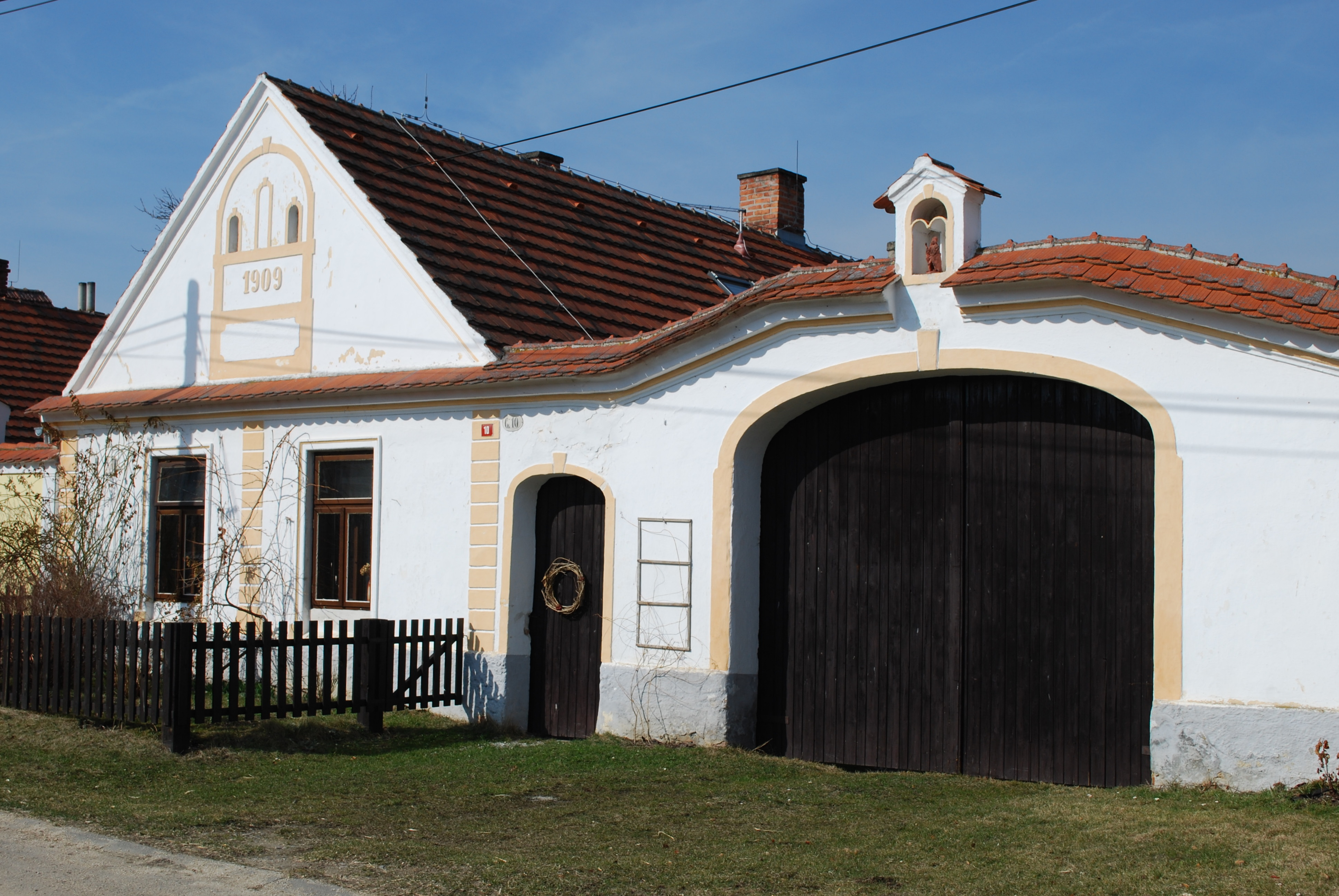
Stavení
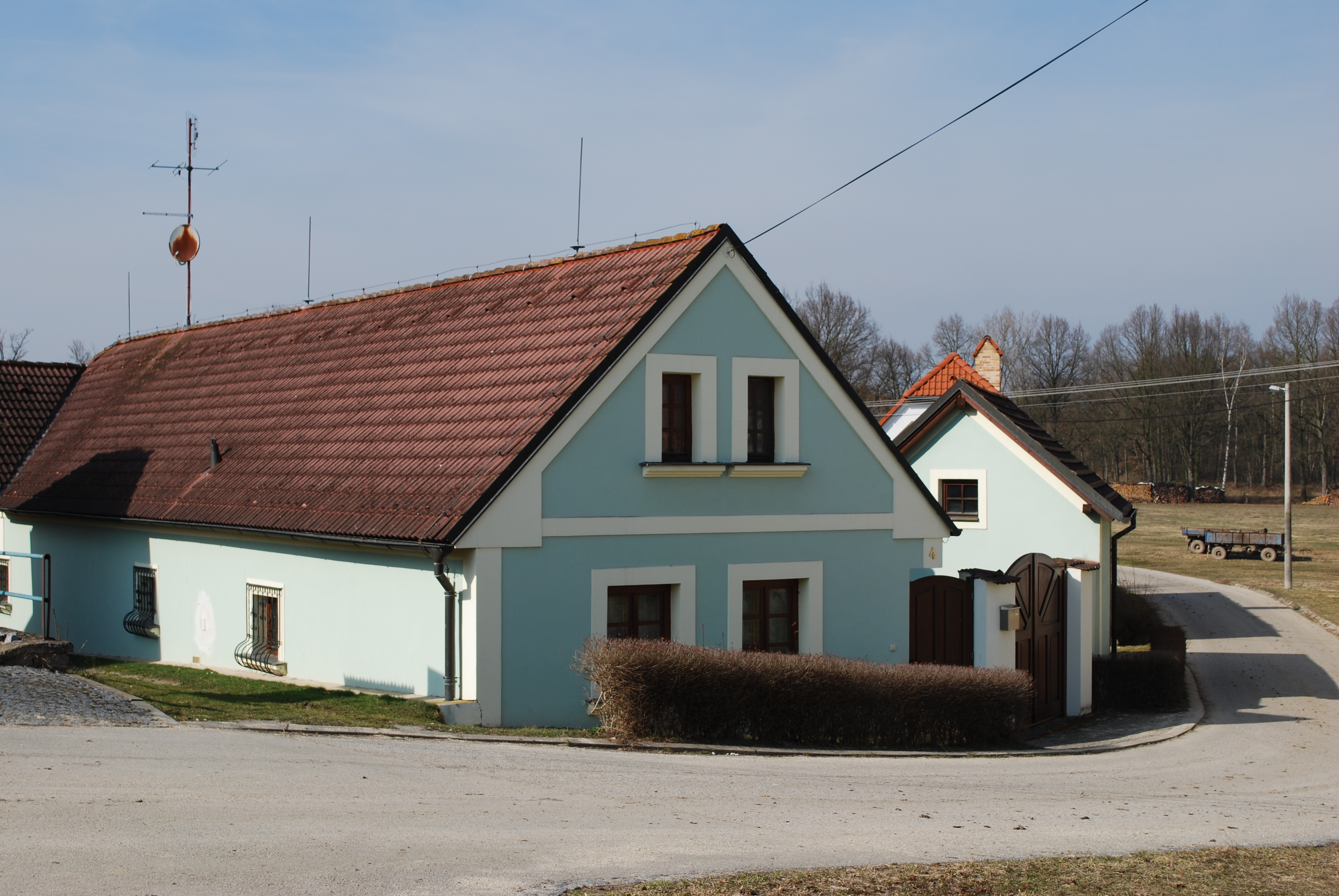
Stavení čp. 2
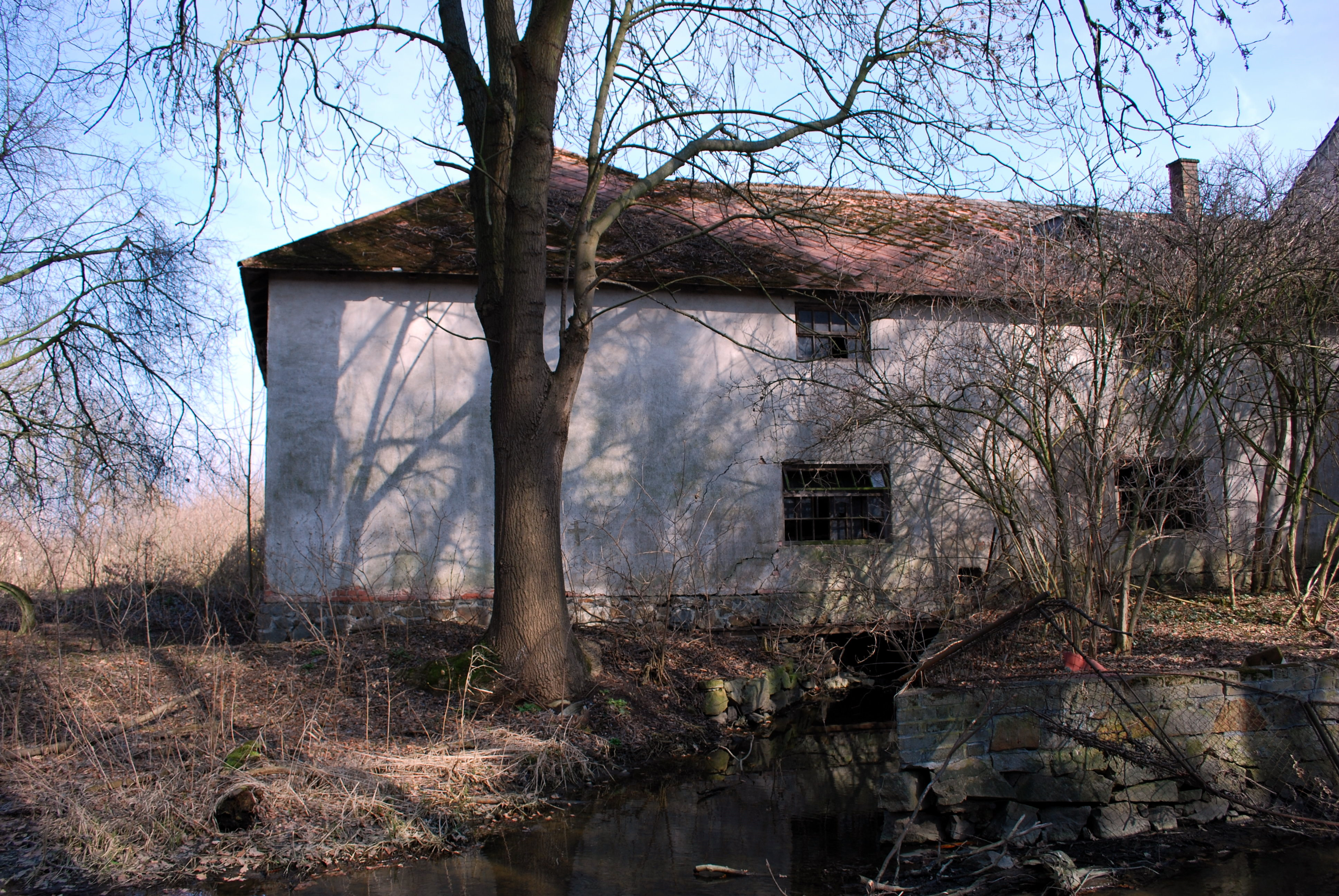
Bývalý mlýn
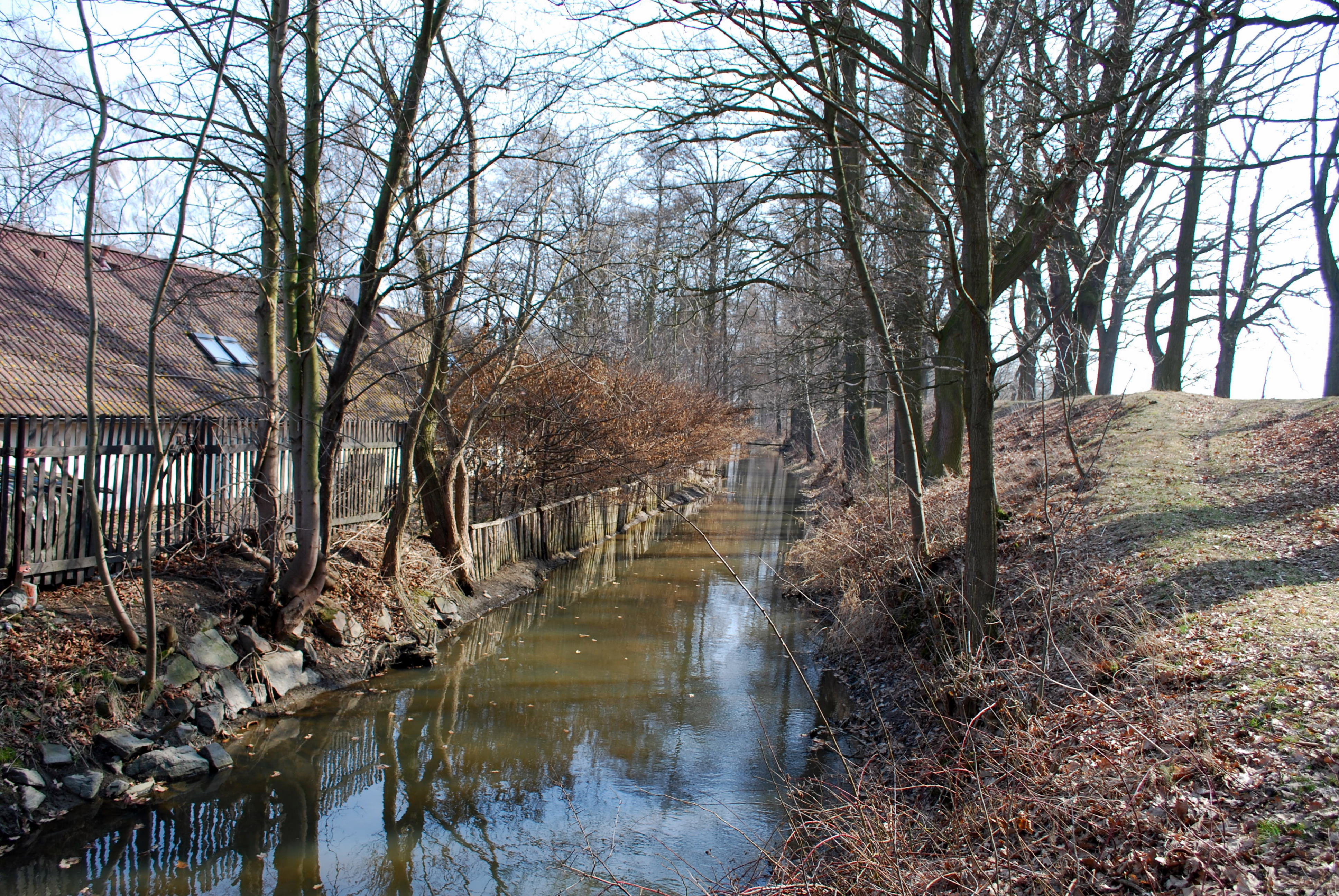
Zlatá stoka